# Contea di Gu'an
La contea di Gu'an (固安县S, Gù'ān XiànP) è una contea della Cina, situata nella provincia di Hebei e amministrata dalla prefettura di Langfang.